# Gran Mesquita d'Al-Nuri (Mosul)
La Gran Mesquita d'Al-Nuri era una històrica mesquita de la ciutat iraquiana de Mossul, coneguda pel seu minaret inclinat. Es diu en àrab: جامع النوري الكبير, Jāmiʿ an-Nūrī al-Kabīr, ‘Gran Mesquita de Nur[-ad-Din]’.
Datava de la segona meitat del segle xii. Va ser destruïda el 21 de juny de 2017 per militants de l'organització terrorista Estat Islàmic, que van fer explotar la mesquita i el minaret.

## Història
La tradició diu que Nur-ad-Din va construir aquesta mesquita entre 1172-1173, poc abans de morir. El 1511, la mesquita va ser renovada completament durant l'Imperi safàvida.
La mesquita com la seva madrassa van ser desmantellades i reconstruïdes el 1942 en un programa de restauració emprès pel govern iraquià. El minaret va romandre sense restaurar, encara que intents van ser fets el 1981 per una firma italiana per estabilitzar-la. El bombardeig de Mossul durant la Guerra d'Iran-l'Iraq en els anys vuitanta va trencar les canonades subterrànies i va causar fuites sota el minaret que ho va soscavar encara més. La inclinació va empitjorar altres 40 centímetres des de llavors.
En els últims anys les esquerdes van proliferar al llarg de la base del minaret, que s'inclinava gairebé tres metres de la vertical. Va ser catalogat pel World Monuments Fund com un lloc de preocupació a causa del risc d'esfondrament.

### Minaret
El minaret va ser famós per estar inclinat, conegut com al-Hadba' («el geperut») per la inclinació. El minaret seguia el model originari d'Iran i Àsia central i tenia similituds amb altres minarets del nord de l'Iraq, com els de Mardin, Sinjar i Erbil.
El motiu de la inclinació és discutit, encara que entre les autoritats locals ho atribueixen a l'efecte de la dilatació tèrmica causada per la calor solar, que fa que els maons exposats al sol s'expandeixin i inclinin el minaret.
Segons la tradició local (que resoltament ignora la cronologia), el minaret es va inclinar en senyal de reverència després que Mahoma hi va passar de sobre quan ascendia al cel. D'acord amb la tradició cristiana local, no obstant això, es va inclinar cap a la tomba de la Mare de Déu, suposadament situada prop d'Irbil.

### Guerra contra l'Estat Islàmic i destrucció
L'estructura va ser atacada per militants de l'organització terrorista Estat Islàmic (EI) que van ocupar Mossul el 10 de juny de 2014 i van destruir prèviament la tomba del profeta Jonàs. No obstant això, els residents de Mossul van reaccionar contra la destrucció dels seus llocs culturals i van protegir la mesquita amb una cadena humanaque manifestava la resistència contra EI.
El 2014 Abu Bakr al-Baghdadi, el líder d'Estat Islàmic, s'hi va autoproclamar califa. La mesquita era prop de la línia de foc entre els militants de l'Estat Islàmic i l'Exèrcit Iraquià, que volia recuperar la ciutat (Batalla de Mossul 2016-17). El 21 de juny de 2017 l'històric edifici va ser destruït per militants d'Estat Islàmic.

### Reconstrucció
El desembre de 2018 es va posar la primera pedra de les obres de reconstrucció, per iniciativa dels Emirats Àrabs Units.

## Galeria d'imatges

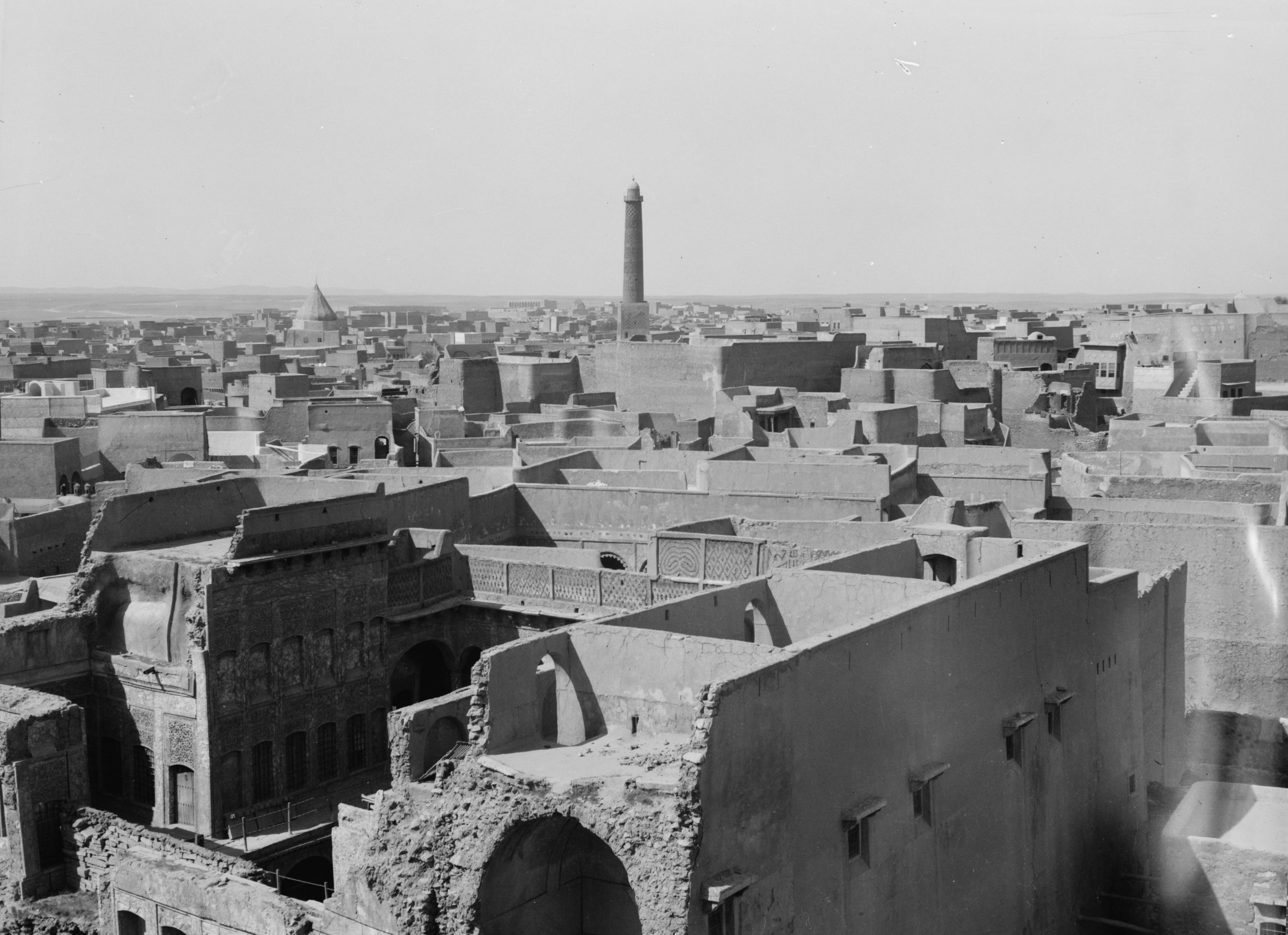
Minaret de la mesquita en una imatge de 1932
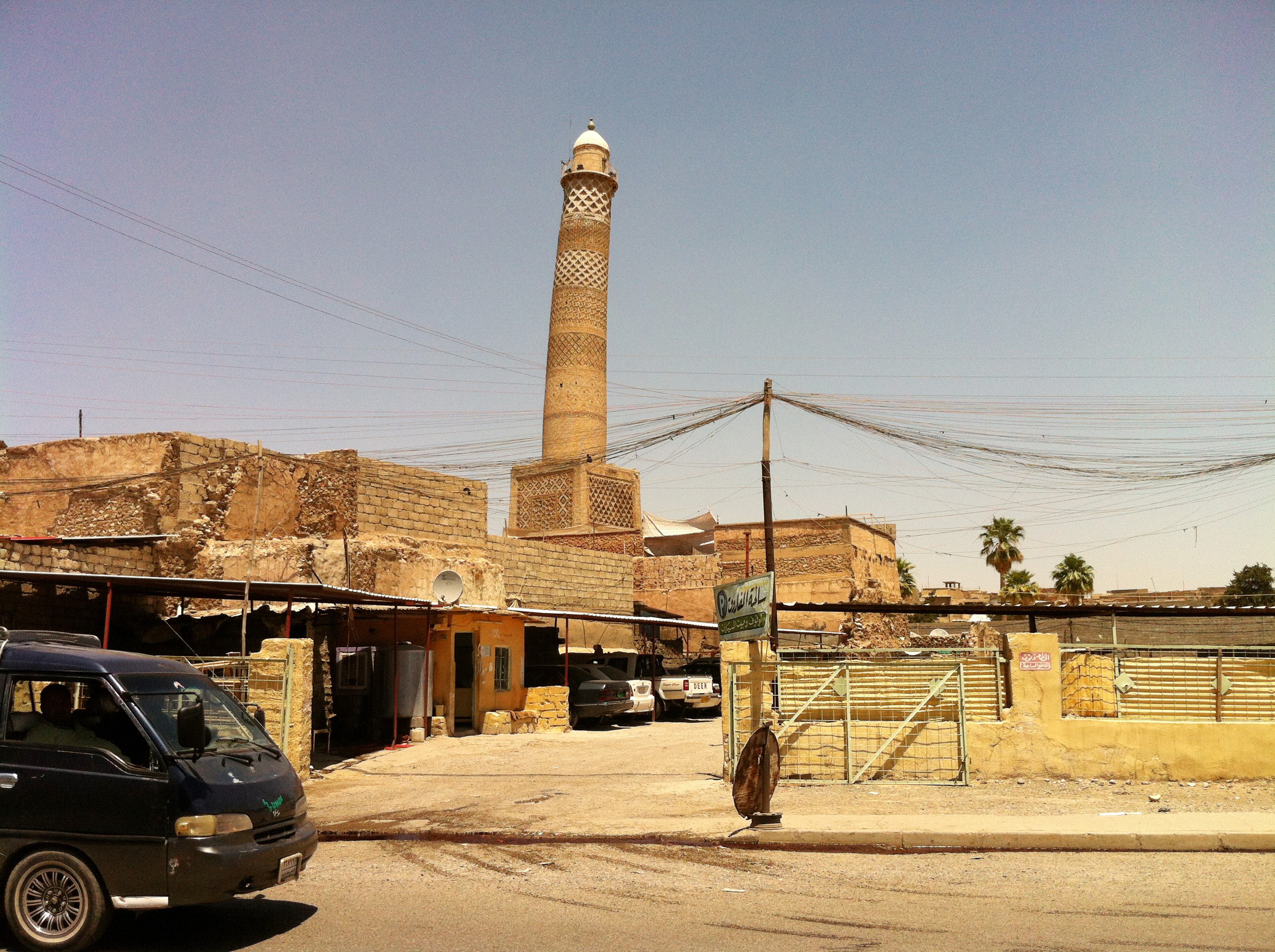
La mesquita l'any 2013, abans que Estat Islàmic va capturar la ciutat